# 萊昂斯 (密歇根州)
萊昂斯（英語：Lyons）是位於美國密歇根州愛奧尼亞縣愛奧尼亞鎮區及萊昂斯鎮區的一個村。

## 人口
根據2020年美國人口普查的數據，萊昂斯的面積為3.49平方千米，當中陸地面積為3.15平方千米，而水域面積為0.34平方千米。當地共有人口763人，而人口密度為每平方千米218人。